# Sufeci
Sufeci (łac. suffetes, fenickie špt) – rodzaj urzędników fenickich, w Kartaginie i innych miastach fenickich na wybrzeżu Morza Śródziemnego najwyżsi urzędnicy państwowi. Ze względu na niedostatek źródeł i ich niejasność rzeczywiste funkcje i znaczenie sufetów nie są całkowicie zrozumiałe.
W języku fenickim słowo to oznacza po prostu "sędziego". Miasta Fenicji były początkowo monarchiami, władza królewska ograniczona była jednak znacznie przez oligarchów. Oligarchowie ci tworzyli rodzaj "rady starszych", "senatu" lub "rady państwa". Funkcja ta jest w pewien sposób zbliżona do izraelickich sędziów (hebr. ‏שׁוֹפֵט‎‎ i fenickie špt mają zresztą zbieżną etymologię). Znana jest zwłaszcza z dziejów Tyru i Kartaginy.
O administracji kolonii fenickich na zachodzie w pierwszych wiekach ich istnienia nie wiadomo niemal nic. Pochodzenie funkcji sufety nie jest dla nich wyjaśnione: część historyków wywodzi ich od fenickich "sędziów", część uznaje tę funkcję za późniejszą. Ze źródeł wynika, że od VI wieku p.n.e. z pewnością jednak funkcjonowały dwie instytucje wybieralne, jakimi były senat i zgromadzenie ludowe.
Od V stulecia p.n.e. dla Kartaginy i innych miast fenickich poświadczona jest republikańska forma rządów, na których czele stali sufeci. Był to urząd kolegialny, sprawowany przez dwóch urzędników wybieranych na okres jednego roku (przypuszczalnie mogli być wybierani powtórnie). Posiadali oni najwyższy zakres władzy wykonawczej, a także znaczne uprawnienia prawodawcze i sądownicze. Przewodzili też fenickiemu zgromadzeniu ludowemu i senatowi; najpewniej nie pełnili jednak funkcji dowódczych powierzanych doświadczonym wojskowym wybieranym bezpośrednio przez obywateli. Spory pomiędzy nimi a senatem rozstrzygało zgromadzenie obywatelskie. 
Znany z Kartaginy ustrój polityczny istniał prawdopodobnie też w innych fenickich koloniach na zachodzie, o których wiadomości są jednak zbyt skąpe. Niewątpliwie jednak sama instytucja sufetów istniała również tam – i to jeszcze w czasach rzymskich. 